# Daniel Deledicq
Daniel Deledicq est un footballeur français né le 20 février 1954 à Montargis (Loiret) et mort le 29 août 2015 à Perpignan.

## Biographie
Ce joueur de grande taille (1,90 m pour 80 kg) évolue comme attaquant à Troyes, puis comme défenseur à Nîmes. 
Au total, il dispute 98 matchs en Division 1 et 119 matchs en Division 2.

## Carrière de joueur
- 1972-1976 :  FC Dieppe
- 1976-1978 :  Troyes AF
- 1978-1979 :  EDS Montluçon
- 1979-1984 :  Nîmes Olympique
- 1984-1985 :  Limoges FC
- 1985-1987 :  Perpignan FC[2]

## Source
- Col., Football 77, Les Cahiers de l'Équipe, 1976, cf. page 70